# Isoetòpsides
Les isoetòpsides (Isoetopsida) són una antiga classe de plantes vascular sense llavors de la divisió Lycopodiophyta. Aquest tàxon no és reconegut en la nova filogènia consensuada pel Grup de Filogènia dels Pteridòfits.
En el passat, els membres d'aquest grup de vegades s'havien ubicat dins la classe Isoetopsida, de vegades dins Selaginellopsida o Lycopodiopsida.
Totes les espècies actuals pertanyen al gènere Selaginella (ordre Selaginellales) o al gènere Isoetes (ordre Isoetales). Hi ha unes 700 espècies de Selaginella i 140-150 espècies de Isoetes, amb una distribució cosmopolita, però sovint escasses i rares. Alguns botànics divideixen Isoetes, separant-ne dues espècies sudamericanes dins el gènere Stylites.
Alguns especialistes prefereixen el terme Selaginellopsida A.B. Frank 1877, el qual té prioritat respecte al nom Isoetopsida; aquest darrer no va ser publicat fins a 1885. Tanmateix, la prioritat no s'aplica a nivell de família.
|  | Lycopodiales      |
|  |                   |
|  | Drepanophycales † |
|  |                   |

|  | Lepidodendrales †                                          |
|  |                                                            |
|  | \| \| Pleuromeia † \| \| \| \| \| \| Isoetales \| \| \| \| |
|  |                                                            |
|  | Pleuromeia †                                               |
|  |                                                            |
|  | Isoetales                                                  |
|  |                                                            |

|  | Pleuromeia † |
|  |              |
|  | Isoetales    |
|  |              |

|  | Lepidodendrales †                                          |
|  |                                                            |
|  | \| \| Pleuromeia † \| \| \| \| \| \| Isoetales \| \| \| \| |
|  |                                                            |
|  | Pleuromeia †                                               |
|  |                                                            |
|  | Isoetales                                                  |
|  |                                                            |

|  | Pleuromeia † |
|  |              |
|  | Isoetales    |
|  |              |

|  | Lycopodiales      |
|  |                   |
|  | Drepanophycales † |
|  |                   |

|  | Lepidodendrales †                                          |
|  |                                                            |
|  | \| \| Pleuromeia † \| \| \| \| \| \| Isoetales \| \| \| \| |
|  |                                                            |
|  | Pleuromeia †                                               |
|  |                                                            |
|  | Isoetales                                                  |
|  |                                                            |

|  | Pleuromeia † |
|  |              |
|  | Isoetales    |
|  |              |

|  | Lepidodendrales †                                          |
|  |                                                            |
|  | \| \| Pleuromeia † \| \| \| \| \| \| Isoetales \| \| \| \| |
|  |                                                            |
|  | Pleuromeia †                                               |
|  |                                                            |
|  | Isoetales                                                  |
|  |                                                            |

|  | Pleuromeia † |
|  |              |
|  | Isoetales    |
|  |              |

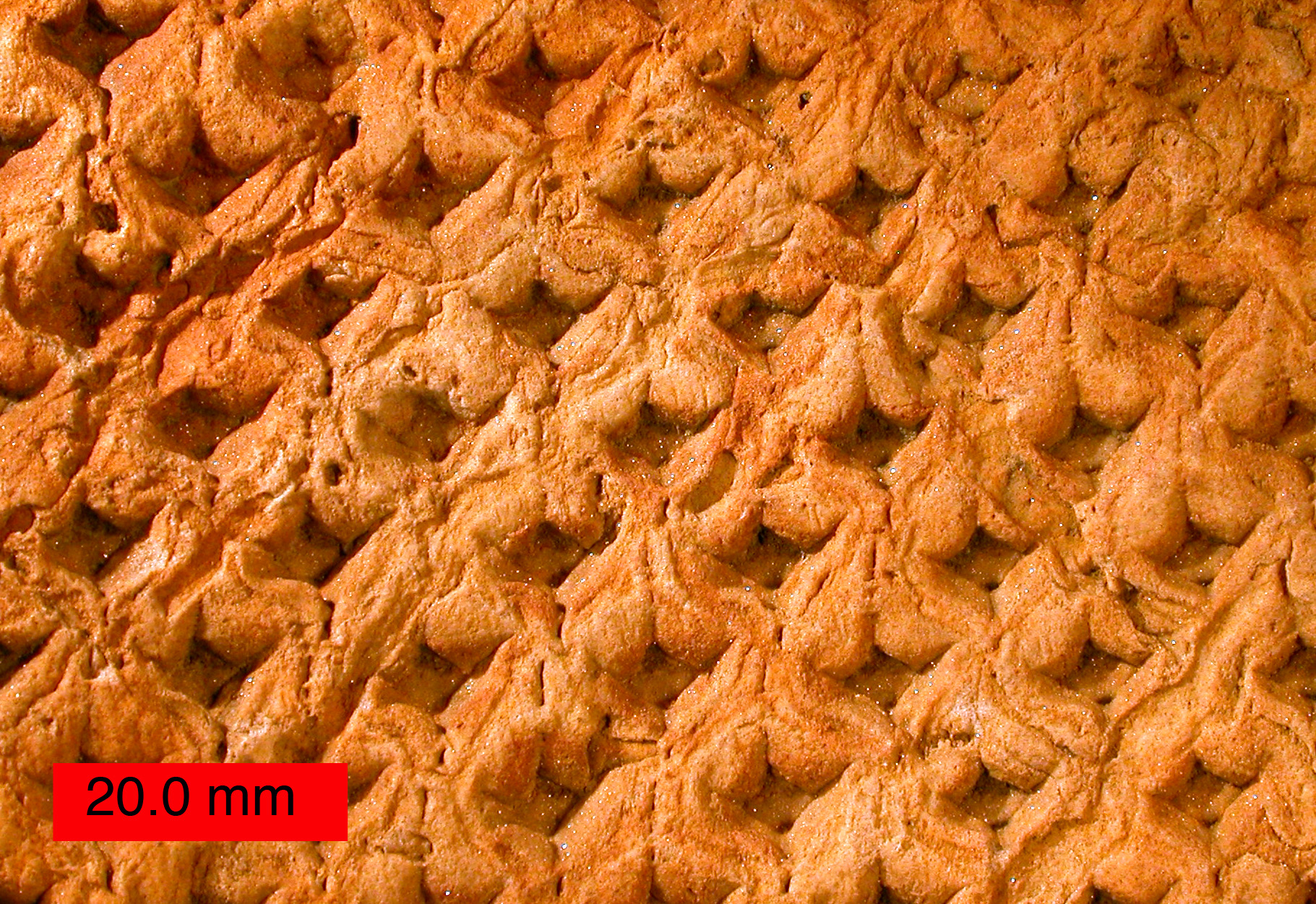
Lepidodendron del Carbonífer d'Ohio.

El grup més famós dels Isoetopsida són els "arbres amb escates" de l'ordre Lepidodendrales, que inclou Lepidodendron del període Carbonífer.